# Mi lulu
Mi lulu è un singolo del rapper norvegese Gilli, pubblicato il 3 agosto 2018. 

## Tracce
1. Mi lulu – 2:58